# Dyaberdyaber
Dyaberdyaber är ett utdött australiskt språk. Det talades i norra delen av Western Australia och tillhörde den nyulnyulanska språkfamiljen.

### Fotnoter
1. ↑  ”Dyaberdyaber”. ethnologue.com. http://www.ethnologue.com/show_language.asp?code=dyb. Läst 8 december 2012.